# Miguel de Pedrorena
Miguel de Pedrorena (c. 1808–1850) fue un californio de origen español, ranchero y mercader. Participó en la firma de la Constitución californiana en 1849 y ejerció brevemente como juez de paz en la ciudad de San Diego, Estados Unidos. Sirvió también en el ejército de los Estados Unidos durante la Intervención estadounidense en México.